# ジョン・ローブリング

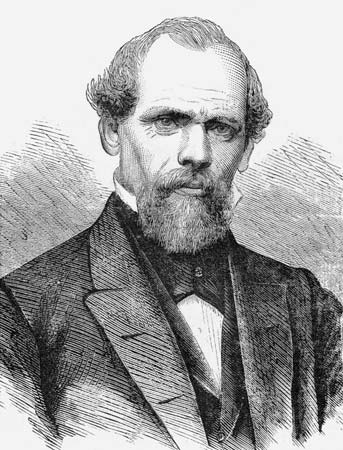
John Augustus Roebling (1806-1869)

ジョン・オーガストス・ローブリング（John Augustus Roebling、出生時はドイツ語表記でJohann August Röbling、発音ではヨーハン・アウグスト・レーブリング。1806年6月12日-1869年7月22日）は、ドイツ東部のテューリンゲン州ミュールハウゼン・イン・テューリンゲン（Mühlhausen/Thüringen）生まれの土木技術者である。吊り橋に使用するワイヤの開発やアメリカ合衆国のブルックリン橋の設計で知られる。

## 青年期まで
若き日のローブリングはフルートやピアノを演奏するなど音楽に親しみ、バッハの楽曲やゲーテの詩を好んでいた。同様に絵画にも芸術的な才があった。9歳の時、ローブリングは模型の橋を作ったが、これは後年のブルックリン橋と同じ形態のものであった。
ローブリングがミュールハウゼンで育った時期というのは、上級生たちが制服に身を包み、マスケット銃を肩に掛け、ナポレオンの軍隊に立ち向かっていった時期であった。そこには、いまでも彼が設計した橋が残っているほか、ミュールハウゼンのゴシック建築は、ローブリングの美的感覚や建築は永続的であるべしとする感覚を養った。

## 学問的裏付け
ローブリングはエアフルトのギムナジウムに通い、14歳で建築修士の試験をパスした。この知性を見抜いた母親・フレデリケ・ドロテア・ローブリングは、彼をベルリンの王立ポリテクニックに進学させた。彼は建築と工学をRabeとSluterに、橋梁建築と基盤建築をDietleynに、水理学をEytelweinに、それぞれ学んだ。言語や哲学も習得し、土木工学の学位を得て1826年に卒業。さらにドイツの有名な哲学者、ヘーゲルにも学び弟子となる。

## ヨーロッパからの脱出
1831年5月22日、ローブリングは兄弟のカール、40人の友人らとともにドイツを去った。彼は大きな橋を架けたいと思っていたが、当時のドイツでは不可能であった。プロイセンの社会では、経済が流動的であり、キャリアを積むことが非常に困難であったのである。この状況は1815年まで続いたナポレオン戦争でもたらされたものであり、政情不安が続いていた。ローブリングら一行は大西洋を渡り、1831年10月28日、 アメリカ合衆国のペンシルベニア州バトラー郡に1582エーカー（6.4平方キロメートル）の土地を購入。サクソンバーグと呼ばれるそこに入植した。

## キャリアスタート
ローブリングがアメリカに渡ったのは、適切な時期ではなかった。その1年前にアンドリュー・ジャクソン大統領が、道路、鉄道、運河の建設に予算1億ドルを認可していた。当時のアメリカは後年言われるところのマニフェスト・デスティニーの時代であり、西部に進出していた時期であった。アメリカ東部の産業のハブとフロンティアとを結ぶ交通網の整備が、国家的にも民衆的にも関心事であった。手始めに、ローブリングはエンジニアとしての仕事ではなく、生きるために耕作を始めた。
5年後、テーラーの娘であったジョアンナ・ハーティング・ローブリングと結婚。10年間で9人の子供に恵まれた。
- 長男 - ワシントン・オーガストス・ローブリング（1837-1926）
- 長女 - ローラ・R・メスフェッセル（1840-1873）
- 次男 - フェルディナンド・ローブリング（1842-1917）
- 次女 - エルビラ・R・スチュワート（1844-1871）
- 三女 - ジョセフィーヌ・R・ジャービス（1847）
- 三男 - チャールス・ギュスターブス・ローブリング（1849-1918）
- 四男 - エドムンド・ローブリング（1854-1930）
- 五男 - ウィリアム・ローブリング（1856-1860）
- 四女 - ハナ・ローブリング（幼くして死去）

ローブリングにとって農作業は納得のいく仕事ではなかった。カールが死去し、一方、第一子が誕生した1837年、彼はエンジニアとしての仕事に戻った。
ローブリングがアメリカで初めて手がけたエンジニアとしての仕事は、河川改良と運河の建設であった。続く3年間、ペンシルベニア州 ハリスバーグとピッツバーグとをアレゲーニー山脈を越えて結ぶ鉄道建設に従事。1840年、吊り橋技術者のチャールズ・エレット・ジュニア（Charles_Ellet,_Jr.）に手紙を書き、フィラデルフィア近郊で橋梁設計の手助けをしたい旨を伝えた。
ヨーロッパで過ごした末期に数年間、吊り橋について勉強し、もっとも私の好きなものとなりました。フィラデルフィアに、まさにその吊り橋を架けたい。そして、その持てる長所すべてが織りなす美しい形を披露したい。まったく新しい、そして使いやすいという吊り橋がアメリカ人の心に知性を呼び起こす効果があることは、言うまでもないでしょう。

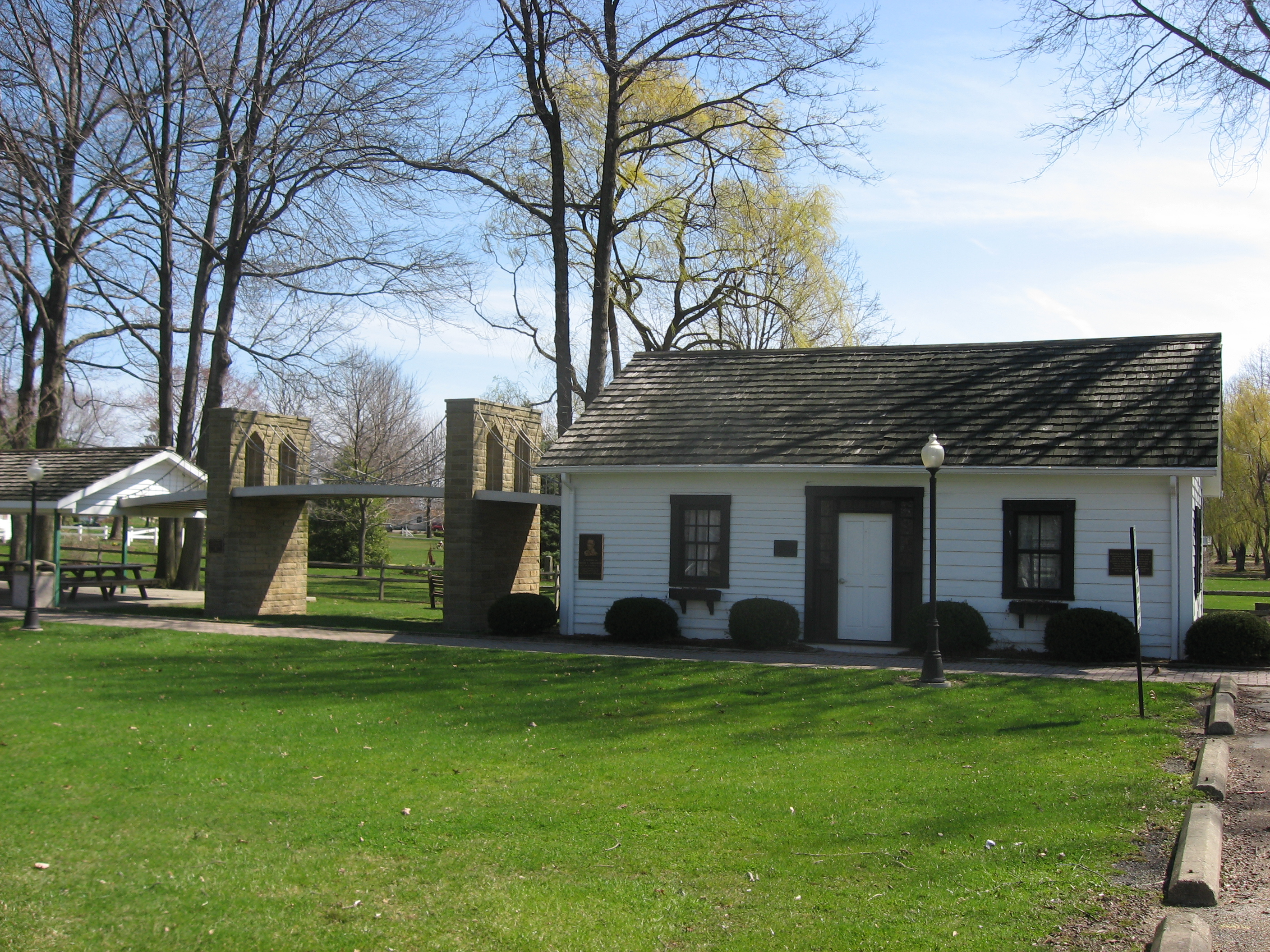
サクソンバーグのローブリングの家。ブルックリン橋のレプリカと隣接している。

1841年、サクソンバーグの仕事場でワイヤを開発した。そのころ、フィラデルフィアからピッツバーグに向かう運河の船は、台車に乗せられてアレゲーニー山脈を越え、反対側の水路まで運ばれていた。その一連の作業をするのはアレゲニー・ポーテージ鉄道というインクラインであった。そのインクラインでは、台車の牽引には9インチに束ねた麻のロープを使っており、たびたびロープの切断事故があった。
ローブリングはボートを引き上げる作業者を見ていたある日、その事故が起こり、ボートは山の下部まで落ちていった。彼はふとドイツの雑誌でワイヤロープについて載っていたことを思い出した。すぐにワイヤロープの開発に着手し、芯となるワイヤの回りに編み上げていくことでタイトに仕上げるという製造方法を開発した。
ローブリングはワイヤロープを大量生産するためにローブリング・アンド・サンズ・カンパニーをスタートさせた。このワイヤロープは、ローブリングが設計したすべての吊り橋で使用された。彼は学生時代から、吊り橋のアイディアに魅了され続けており、卒業論文もこれであった。

## 吊り橋式水道橋の成功
1844年、38歳のローブリングはアレゲニー川にかかる木製水道橋の架け替え工事の仕事を獲得した。彼の設計したものは吊り橋であり、木製の水管を径間163フィート（49.7メートル）、7径間渡したものであった。「吊り橋の水道橋」という概念は多くのエンジニアが嘲笑したが、この設計は十分に成功した。
続いて1845年、今度はピッツバーグのモノンガヒラ川に吊り橋を架けた。1848年にはデラウェア・アンド・ハドソン運河（Delaware and Hudson Canal）に四つの吊り橋式水道橋を架けた。その間に、ローブリングはニュージャージー州トレントンに転居した。

## 鉄道橋の成功

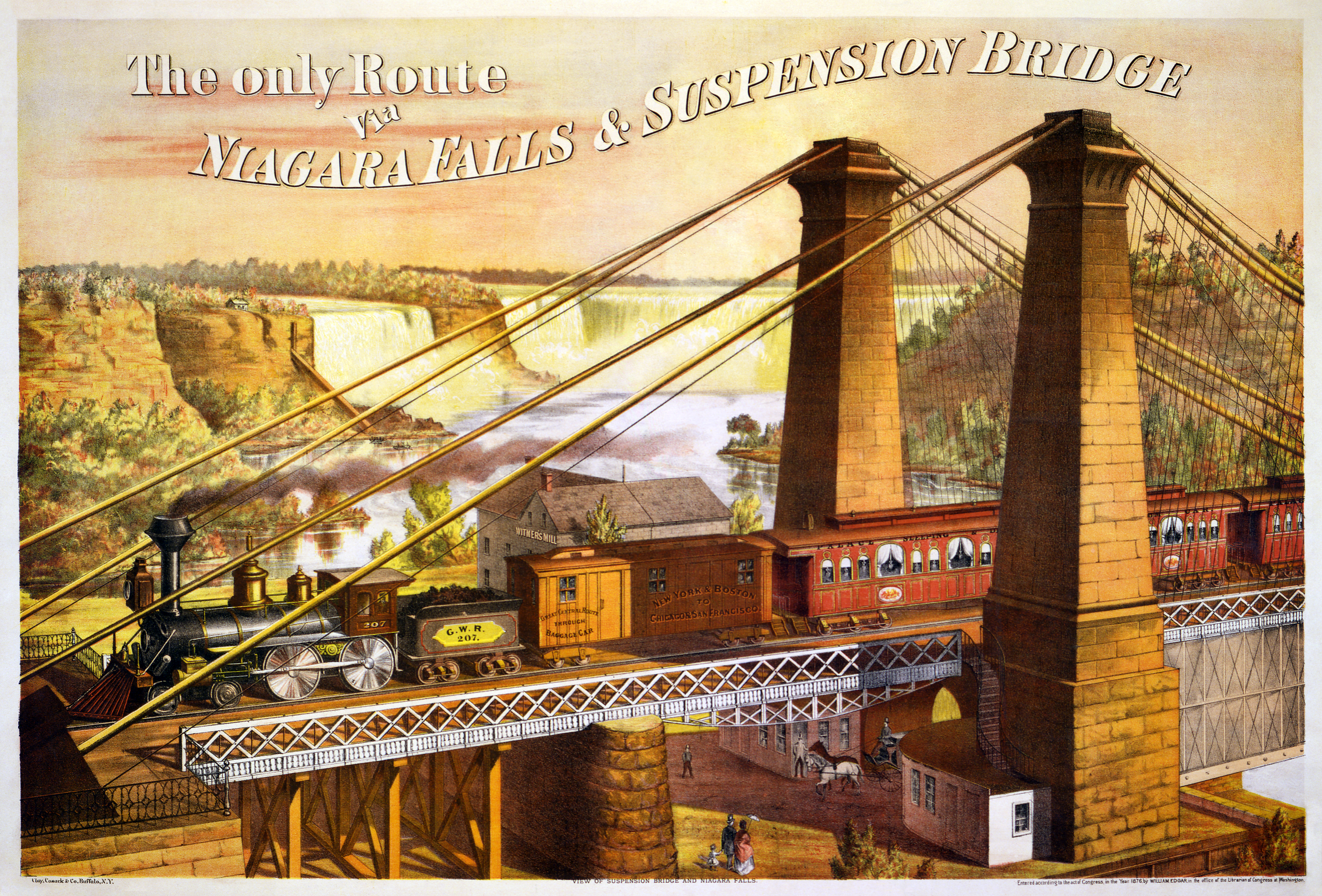
グレート・ウェスタン鉄道の広告より。右端に桁の二層構造が見える。1876年。

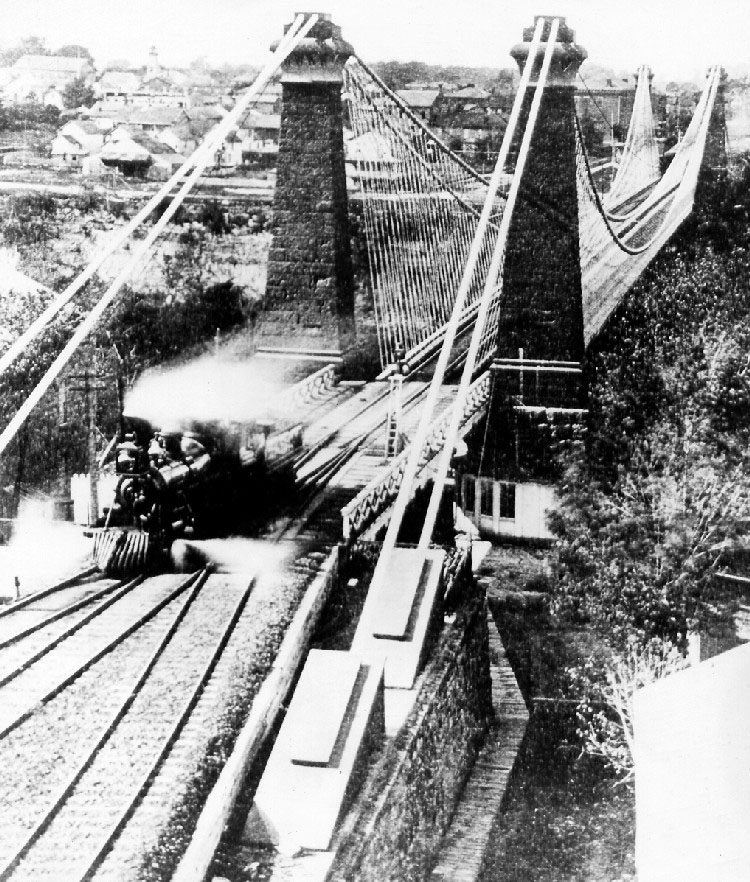
四つの鉄道が使用したため、3方向に分岐している。

ローブリングの次なるプロジェクトは1851年にスタートした。ニューヨーク・セントラル鉄道（NYC）と、カナダのグレート・ウェスタン鉄道（GW）とを結ぶために、ナイアガラの滝に吊り橋形式のナイアガラの滝吊り橋（Niagara Falls Suspension Bridge）を架けるものであった。スパンは825フィート（251.5メートル）、メインケーブルは10インチ（254ミリメートル）のワイヤ4本。桁は二層構造で、上層を鉄道が、下層を人馬が使用した。
ナイアガラの滝吊り橋を建設中に、別の鉄道用吊り橋の建設も請け負った。ケンタッキー川を横切るもので、サザン鉄道がシンシナティからチャタヌーガとを結ぶためのものであった。要求されたスパンは1224フィート（373.1メートル）。アンカーブロックと石造の主塔は完成し、ワイヤケーブルも渡したが、その時点でサザン鉄道が倒産したため未完成に終わった。

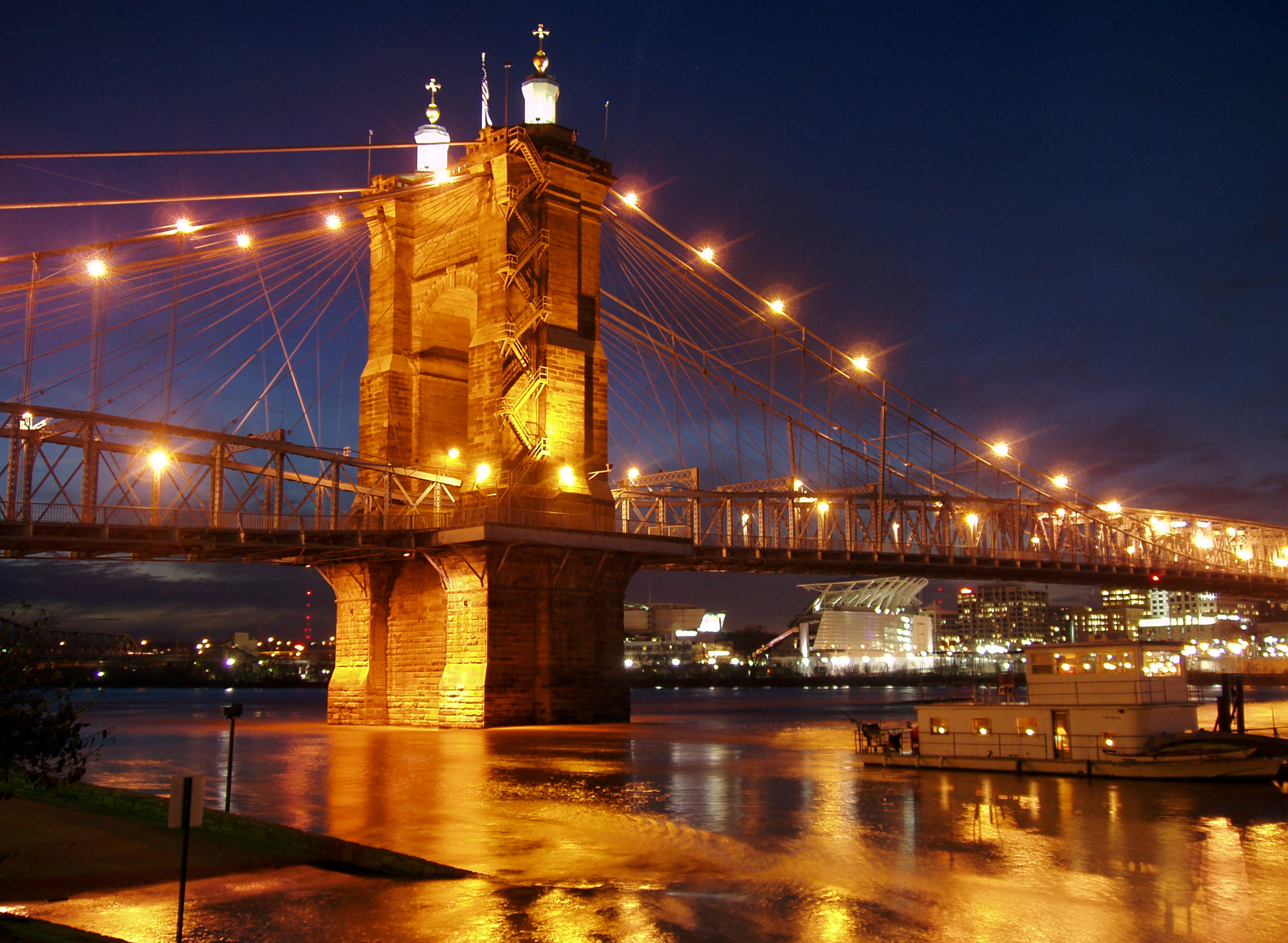
シンシナティのオハイオ川にかかるジョン・A・ローブリング橋。

1858年、ローブリングはピッツバーグでアレゲニー川に架ける六番街橋に取りかかった。現在のロベルト・クレメンテ橋の位置にあったこの橋は、長さ1030フィート（313.9メートル）で、スパンを四つに分けた。中央の二つの桁のスパンはそれぞれ344フィート（104.9メートル）、その両側の桁のスパンは171フィート（52.1メートル）であった。
南北戦争の勃発により、ローブリングの活動は停止を余儀なくされた。しかし、戦時中の1863年、シンシナティのオハイオ川に架かる橋の工事を再開。この橋は1856年からスタートしていたもので、資金難から工事が中断されていたものであったが1867年に竣工、シンシナティ・コビントン橋と称された。のちの ジョン・A・ローブリング橋（John A. Roebling Suspension Bridge）であり、今日なお供用されている。当時の世界最長の橋であり、その記録を塗り替えたのはローブリング自身が設計したブルックリン橋であった。

## ブルックリン橋と死
1867年、ローブリングはそのブルックリン橋の設計に取りかかった。ブルックリン橋はニューヨークのイースト川に架かる、マンハッタン島とブルックリン区を結ぶ橋で、いまでも供用中である。1869年のある日、ローブリングはドックの端に立ち、どこに架橋すべきかを考えていた。その時、ドックに到着した船がその足に当たり、大怪我をしてしまう。爪先を切断することになったが、彼はそれ以上の医療手当を拒み、以降の治療をウォーターセラピー（傷口に水を流し続けること）のみで行った。病院にいたときも、ローブリングは日々の進捗を求め、生じた問題の解決にあたった。だが彼はウォーターセラピーが原因で破傷風に罹患し、事故から24日後に死去した。
活加重と死荷重を発見したローブリングは、メインケーブルにかかる荷重とハンガーロープにかかる荷重とを分けた。それぞれの荷重に安全マージンを加えるというアプローチが、応力を与えられた構造物に対する十分な、誤りのない解析を可能にした。

## 子孫の業績
ブルックリン橋の建設は、息子のワシントン・ローブリング、その妻のエミリー・ローブリングが引き継ぎ、完成させた。三男のチャールズ・ローブリングは80トンのワイヤロープマシンを設計・発明した。また、エレベーター用ワイヤを製造するワイヤ製造工場も設立した。その場所が、現在のニュージャージー州フローレンス・ローブリング（地名）である。
ローブリングの孫にあたるワシントン・ローブリング二世はタイタニック号の事故で遭難した。曾孫のドナルド・ローブリングはLVT（アメリカ海軍と同軍海兵隊用の水陸両用車）の発明者であると同時に社会奉仕家として知られる。

## プロジェクト

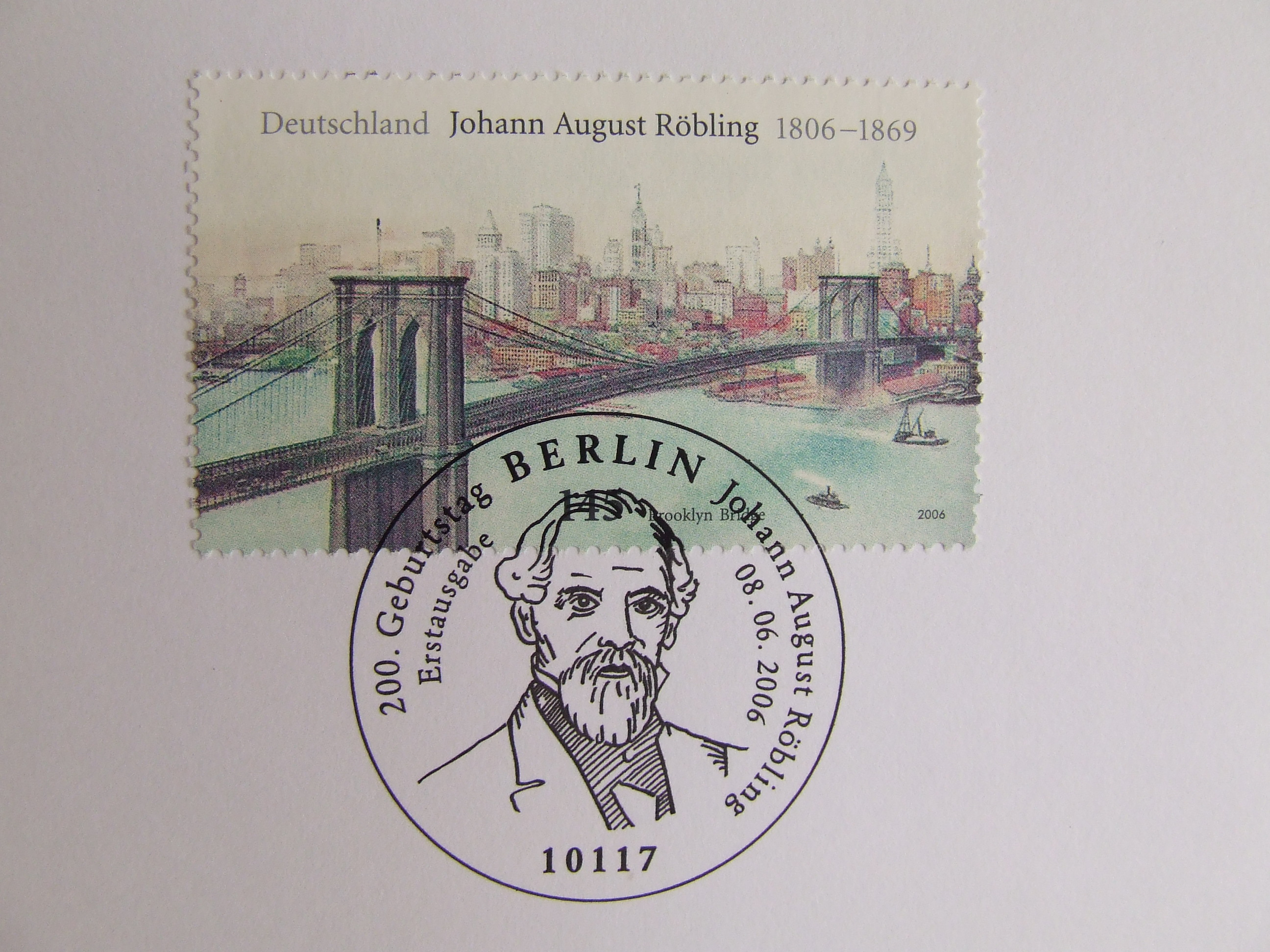
生誕200年を祝うドイツの切手。2006年

- 1844年 - アレゲニー水路橋（ペンシルベニア州ピッツバーグ） - スパン162フィート - 1881年～1883年に架け替え
- 1846年 - スミスフィールド・ストリート橋（同） - スパン188フィート
- 1848年 - ラッカワクセン水路橋 - スパン115フィート×2、7インチケーブル
- 1849年 - デラウェア水路橋 - スパン134フィート×4、8インチケーブル
- 1850年 - ハイ・フォール水路橋 - スパン145フィート、81/2インチケーブル
- 1850年 - ネバーシンク水路橋 - スパン170フィート、81/2インチケーブル
- 1854年 - ナイアガラの滝吊り橋 - スパン821フィート
- 1859年 - アレゲニー橋 - スパン344フィート
- 1866年 - ジョン・A・ローブリング橋 - スパン1000フィート以上、桁下クリアランス100フィート以上
- 1869年 - ウェーコ吊り橋（テキサス州ウェーコ） - スパン475フィート
- 1872年 - バレット橋（ニューヨーク州ポート・ジャービス） - スパン325フィート×2。上流の氷河が溶けて洪水を起こして破損。のち1875年再架橋。1903年、再度洪水に破損し、架け替えられる
- 1883年 - ブルックリン橋 - スパン1595フィート